# Progarypus ramicola
Progarypus ramicola es una especie de arácnido del orden Pseudoscorpionida de la familia Olpiidae.

## Distribución geográfica
Se encuentra en Paraguay.